# Yoyoman
《Yoyoman》，是東森幼幼台在2004年生成、2005年制作的卡通動畫影集。讲述的是魯博士将自己設計的玩具，用藥水活化成為超人家族。而玫瑰男爵為了與博士对抗用地心礦石制造魔兽。在第12届上海国际电影节期间，与大耳朵图图共同亮相“海上电影之夜”舞台，是台海两岸首次动漫形象合作，合拍系列动画。因為形象具有正義感，寓教於樂受到親子喜愛，其週邊商品多達300種，甚至創造出超過新臺幣1億元收入的成績。。

## 人物

### 主要角色
除了動畫原創的裘比以外，其他四位主角皆為東森幼幼台官方吉祥物。
YOYOMAN
配音：孫若瑜（動畫版）
本作男主角，6歲，體色為黃色，頭上有個英文字母Y。是一個活潑熱心的小男生。YOYO超人的隊長，在《YOYOMAN小劇場》中是大家公認的音痴，唱歌總是五音不全。愛耍帥，遇到沒有把握的事，也裝的胸有成竹，尤其是遇到亞米撒嬌就更沒輒。有強烈正義感的他，喜歡鋤強扶弱，可惜發生的都不是什麼大事。朋友有困難時會馬上跳出來幫忙，但又沒什麼技倆，所以常找其他人一起幫忙，但少根筋又無厘頭的他經常幫倒忙。口頭禪是「OK！OK！」。最好的朋友是愛幫他出主意的酷比，兩人同時也是最相配的對手。喜歡裘比。
個人技：十字光
武器：溜溜球、十字光劍（後期追加）、無敵十字光劍（結合YOYO超人與魔力閃電隊的能量，最終話追加）、追蹤鏡
酷比／KUBE
配音：劉傑（動畫版）
6歲，體色為黃綠色，外型為噴火龍，頭上有火焰圖案。是個老氣橫秋的小男生，喜歡看書、思考人生道理。但其實多愁善感，愛找朋友說話。嘴巴有點毒。愛拿別人當實驗的他是四人之中最聰明的，經常幫YOYOMAN出一堆餿主意，但他也是個臭屁仙，不管什麼事情都只說不做。口頭禪是「嗯！讓我想想」、「拜託！大家都知道」、「根據我的判斷」。最好的朋友是會聽他囉唆的飛飛。酷比在舊版《YOYOMAN小劇場》中的聲線與動畫版設定差異較其他角色明顯，新版（2020年）的聲線與動畫版較接近。
個人技：極光火焰
武器：迴旋鏢、極光火焰槍（後期追加）、戰鬥力分析眼鏡
亞米／YAMY
配音：林美秀（動畫版）
本作女主角，5歲（在2019年的YoYo點點名單元「YOYOMAN小學堂」中有提到），體色為粉紅色，頭上有一個愛心。YOYOMAN的妹妹，長得跟YOYOMAN很像，是一個嬌滴滴的小女生，喜歡跟YOYOMAN撒嬌。善解人意，當朋友心情不好，她會溫柔地安慰，說話總是很溫柔，但有點任性，蠻愛多管閒事。口頭禪是「哥哥好厲害」、「我不聽！我不聽！」。最好的朋友是她哥哥YOYOMAN。
個人技：愛心光盾（分為正心型及倒心型兩種）、愛心反轉攻擊
武器：戰鬥手機（後期追加，可強化愛心光盾的威力）、愛心鏡
飛飛／FEFE
配音：錢欣郁（動畫版）
6歲，體色為水色，外型為大象，頭戴有翅膀裝飾的鋼盔。是一個憨憨的小男生，天生樂觀、愛耍寶。笑瞇瞇的他總是逗朋友開懷大笑，是大家的開心果兼和事佬。愛吃愛睡的他，只要是好吃的，不管心情好不好，都可以大吃大喝。是四人之中最有憨膽的，也是主角群中出了名的好好先生，但因為身體笨重，是主角中行動速度最慢的，反應也較遲鈍。可變身成各種型態。主角中只有他沒有披風。發怒時力量會增強。口頭禪是「呵呵呵」，舉例說明：「不好意思，呵呵呵！」、「我肚子餓了。呵呵呵！」最好的朋友是會照顧他的亞米。
個人技：無敵連環泡
武器：鈕釦炸彈、戰鬥手機（後期追加，可強化無敵連環泡的威力）
四人合體技：龍形火焰（主要合體技，需配合戰鬥手機）、泡泡炸彈、旋風攻擊、鬥士合體（主要合體技，需配合遊戲手套）、YOYO號
裘比／QIUBE
配音：傅其慧
6歲，體色為白色，外型為兔子，眼睛為天藍色，背後有一對翅膀。動畫後期新增角色，是一個冰雪聰明的小女生，個性善良、單純。原本只是威利的吊飾，在被遺棄很久之後變成了魔獸，本性不壞。與YoYoMan互相有好感，但其實還保留一個秘密，幫助玫瑰男爵尋找青春之石，作為交換放了和她被遺棄的玩具自由，在得知是個騙局後，為了保護亞米而犧牲，在大家回到遊樂園後被玫瑰男爵帶回世紀古堡。在一次意外裘比陰錯陽差吸收了魔獸剩餘的X能量而甦醒，也同時失去記憶，忘了YoYoMan，還被摩比趁機洗腦：「YoYoMan是壞人。」後來在魔獸襲擊下被YoYoMan拯救因此恢復記憶。最後因為被小丑魔獸艾克斯吸收下，另其變成邪惡的最終型態，在不得已的情況下被消滅，因而被變回吊飾的原型。後因魯博士特地為她製作的活化藥水而成功復活。口頭禪是「好棒！」、「好厲害喔！」
個人技：天使光球、連環踢、紅眼破壞光束

### 魯博士一家
魯博士
配音：于正昌
全名為「魯智全」。一位喜歡發明玩具的男人，想要給孩子們帶來歡樂。YoYo超人們也在魯博士的發明之中誕生。
月光
配音：孫若瑜
家庭主婦。人如其名，平時像月光一樣溫柔。但遇到糟糕的事情時會發大脾氣。和魯博士在大學時期是同學，因為收到一顆小仙人掌做為生日禮物而後成為夫妻。有時容易暴怒。口頭禪是：「....這是一般家庭主婦可以忍受的嗎！」
魯豆
配音：林美秀
本作品中的人類第一男主角，魯博士的兒子，小學生。十分崇拜爸爸。
武器：戰鬥手機（後期追加，可強化彩色彈珠的威力）、數位MP4行動器、遊戲手套（後期追加，可強化鬥士合體的威力）
可蕾
配音：錢欣郁
魯豆的妹妺，因為年紀小所以有很多事情不會清楚表達，但是有時講話會一針見血。平時與哥哥感情很好。

### 魯豆的同學
小麗
配音：錢欣郁
魯豆班上的優等生，也是班上第一美少女，為許多男學生暗戀的對象。
威利／WEILI
配音：于正昌
魯豆的同班同學，身形魁梧，頭腦簡單。曾經是裘比的主人。
武器：遊戲手套（後期追加，可強化鬥士合體的威力）、能量錘
小光
配音：孫若瑜
班上的有錢人家少爺，也常仗著自己富裕的出身，用指高氣昂的語氣對魯豆等人說話。但是對暗戀的班上狀元小麗，說話態度卻異常柔和。
武器：遊戲手套（後期追加，可強化鬥士合體的威力）、能量錘
二人合體技：鬥士合體（主要合體技，需配合遊戲手套）

### 反派角色
玫瑰男爵
配音：符爽
自稱是「被科學界譽為百年難得一見，氣質高貴的美型天才發明家」，本作主要反派，與魯博士是玩具發明方面的勁敵。手上經常拿著其代表花卉「紅玫瑰」。常罵旗下的「魔力閃電隊」一無是處，並將他們視為自己煩惱的來源。大學時代跟魯博士、月光三個人是同一間學校的同學，視當時同樣對月光有好感的魯博士為情敵。口頭禪是「大笨蛋！」、「受不了！」、「剩下的魔獸通通給我上啊！」
武器：卡啦棒麥克風

### 魔力閃電隊
摩比／MOBE
配音：孫誠
魔力閃電隊的隊長，體色為橙色，平時會和隊友監視YOYO超人的情況，有時也會擅自指令玫瑰男爵沒交代的任務。最後往往增加了玫瑰男爵的煩惱。口頭禪是「唉唷！哈克你這個笨蛋！」
個人技：壞壞拳、電龍拳
武器：戰鬥手機（沒有特殊功能，只是普通手機用來和哈克聯絡）、卡啦棒麥克風、遊戲手套（後期追加，可強化鬥士合體的威力）、手槍
妮卡／NICA
配音：錢欣郁
魔力閃電隊的成員，體色為紫色，喜歡YOYOMAN，因此視裘比為情敵。每次在戰鬥的時候，都會陶醉在幻想中跟YOYOMAN一起獨處的情況到渾然忘我。
個人技：迷幻術、迷幻術清醒波、迷幻光球
武器：卡啦棒麥克風、遊戲手套（後期追加，可強化鬥士合體的威力）、魔杖
哈克／HAKE
配音：符爽
魔力閃電隊的成員，體色為藍色，前期每次喊口號時都把「善良的剋星」說成「善娘的剋星」，摩比都會糾正說「是善良！不是善娘」。後期喊錯的地方則有改善。
個人技：鑽地功、電龍拳
武器：戰鬥手機（沒有特殊功能，只是普通手機用來和摩比聯絡）、卡啦棒麥克風、遊戲手套（後期追加，可強化鬥士合體的威力）、火箭炮
三人合體技：運勢合體（主要合體技，需配合輪盤搖控器）

#### 魔力閃電隊成立原因
在故事開頭魯豆要把拿錯的箱子給爸爸魯博士，在途中玫瑰男爵想了許多邪惡的陰謀時，魯豆不慎撞到了玫瑰男爵，玫瑰男爵趁魯豆不注意時把三片邪惡晶片裝入其中三個玩具超人身上，魯博士表演的時候並沒有太大的問題，表演幾分鐘後，摩比、妮卡、哈克變化成反派玩具超人，之後玫瑰男爵將三人重組為「魔力閃電隊」。在最後一集中與YOYOMAN、酷比、亞米、飛飛使出合體技「無敵十字光劍」。

#### 魔力閃電隊的隊呼
1.「正義的天敵！善良的剋星！我們是來自黑暗世界的優質模範生。魔力閃電隊！」
2.「來自沙漠世界的優質模範生！仙人掌的天敵！仙人掌的剋星！仙人掌魔力閃電隊！」
3.「正義的天敵！邪惡的化身！善良的剋星！我們是魔力閃電隊！」

#### 魔力閃電隊的主題曲
衝！衝！衝！閃電隊最奸詐！閃電隊最不善良！閃電隊 是世界的大麻煩！閃電隊最大膽！閃電隊好無賴！閃電隊 是黑暗世界模範生！遇到危險和困難，就會出現！閃電隊！閃電隊！衝啊！閃電隊！閃電隊！向前衝！

### 其他人物
百合老師
配音：孫若瑜
魯豆班級新任導師，兼數學老師。經常對於鐵頭老師的追求而感到困擾。
鐵頭老師
配音：孫誠
魯豆班上的體育老師。喜歡百合老師，經常向百合老師搭訕，但對方根本不理睬。

### 魔獸
老車獸
配音：符爽
分為「蜈蚣形態」和「列車形態」，平常以列車形態為主，經常和烏鴉站長鬥嘴，稱對方為臭烏鴉，但其實還是很在意對方。最後以不想再當魔獸為由，駛進遊樂園最後一個通往魔獸世界的入口被幼幼超人消滅了。
烏鴉站長
配音：劉傑
經常和老車獸爭吵，稱對方為老頭子。最後聲稱終點站到了之後，飛進遊樂園最後一個通往魔獸世界的入口被幼幼超人消滅了。
小馬獸
配音：劉傑
遊樂園裡的旋轉木馬，在第三季十二集為了阻擋麵包獸烘焙師，被抓進烤箱，下落不明。
紫蜈蚣
配音：孫誠
老車獸的弟弟，和老車獸一樣能變形成列車，兩人想法互不相同，只聽令於強者。
小熊超人
配音：于正昌
威利的玩具小熊，曾掉進遊樂園馬桶不見，智商跟威利一樣低，甚至連簡單加減也不會。

## 工作人員

### 第一季
片頭工作人員表
- © Copyright by EBC
- 總監製：張樹森
- 監製：馬詠睿、楊琴玲
- 統籌：陳進喜、傅菁菁
- 原創／製作人：石子良
- 企劃：沈九龍、張裕群、陳昭容、陳為剛、馮蘭英、韓明文、陳奕宏、俞乃寬、羅傑、陳達億
- 系列構成：張裕群
- 編劇：李陳旭、陳志隆、李天怡、張裕群
- 音樂製作／聲音剪輯：雷治豪
- 音樂：陳飛午
- 音效：陳飛午、雷治豪
- 總製片：俞乃寬
- 製作擔當：陳昭容、陳為剛
- 總導演：沈九龍

片尾工作人員表
- 協力：李宜民、李俊毅
- 腳本：游景源、李煒、汪曉萌、黃偉中、歐曾祥、史更新、蔡汀
- 片集導演：王賢峰、李煒、陳偉東、王劍
- 音樂製作：雷治豪
- 聲音剪輯：雷治豪
- 音樂：陳飛午
- 音效：陳飛午、雷治豪
- 配音統籌：陳為剛
- 美術設定：安楓（鴻鷹）
- 色彩設定：王國松（鴻鷹）
- 設定監修：沈九龍、張裕群、汪曉萌（鴻鷹）
- 色指定：徐哲（鴻鷹）、俞乃寬
- 特效：石子良
- 剪輯：馬如意、俞乃寬
- 配音錄音室：偉憶數位科技股份有限公司
- 動畫製作：鴻鷹－上海三薡廣告動畫創作有限公司
- YOYO TV　東森幼幼台　製作
- EBC　東森電視事業股份有限公司　製作　www.ettoday.com

### 第二季～第三季
片頭工作人員表
- 總監製：張樹森
- 監製：馬詠睿、李泰臨
- 統籌：陳進喜、石子良
- 原創：石子良
- 企劃：陳昭容、韓明文、陳為剛、俞乃寬
- 系列構成：張裕群
- 音樂原創：魟魚
- 音樂：陳飛午
- 音效：陳飛午、雷治豪、彭成意
- 聲音／音樂監督：雷治豪
- 總製作：俞乃寬
- 製作擔當：陳為剛、李義忠
- 編劇：張裕群、陳昭容、段純純、李佳穎
- 製作人：陳進喜
- 東森總導演：沈九龍
- 鴻鷹總導演：金殷柄（韓國）

片尾工作人員表
- 製片：孫巍巍
- 腳本繪製：山崎茂（日）、新田義方（日）、康瑞基（韓）
- 協力導演：康瑞基（韓）
- 前期設定指導：葉屹東
- 前期設定：侯震軍、賀磊、張晶、李丹
- 片集導演：馬星元（韓）、鄔衛東、李曉洪、陳偉東
- 片集製片：沈玲華
- 助理：段玉梅、倪新梅、蔡俊
- 翻譯：李亨雨、李豔姬
- 美術監督：楊曉征
- 美術人員：榮瑛、馬衛
- 特效指導：趙楓
- 合成帶片：泰奕星、陸劍萍、朱燕
- 構圖：夏剛、王晶晶、闕青豆、吳麗芬、蔣超、刑磊
- 作畫監督：施偉倫
- 原畫：夏鴻飛、朱曉林、錢浩、沈健、蔡行軍、吳宇琪、杜攀峰、張強、簡子勇、戚余明、梁福明
- 作監：吳慧、陸明峰、徐潔
- 品管：白如慧、楊潔、鐘志敏
- 動檢：蔣月紅
- 色指定：王繼偉
- 動畫：劉曉亞、李品華、吳萬華、胡飛華、陳強、常海濱
- 著色：丁小英、沈燕芬、王麗英、呂雪華、方燕妍
- 色檢：王志茜、劉建華
- 合成：趙華新、周雲芳、趙霞、楊偉剛、朱美花
- 剪輯：沈敏、童琴芬、吳宇甯、陳剛、餘麗萍、吳曉燕、施冬梅、蔣莉、馬進笛、王昕昀、王雲健、李平
- 錄音：偉憶數位科技股份有限公司
- 動畫製作：南京鴻鷹動漫娛樂有限公司
- YOYO TV　東森幼幼台　製作
- EBC　東森電視事業股份有限公司　監製　www.ettoday.com

### 第四季
片頭工作人員表
- 總監製：陳芸懷
- 企劃：李義忠、俞乃寬
- 系列構成：張裕群
- 音樂原創：魟魚
- 音樂：陳飛午
- 音效：陳飛午、雷治豪
- 聲音／音樂監督：雷治豪
- 東森製片：俞乃寬
- 聲音導演：李義忠
- 編劇：王駿、張裕群、俞乃寬
- 東森總導演：沈九龍
- 製作人：陳芸懷

片尾工作人員表
- 鴻鷹總導演：金殷柄（韓國）
- 鴻鷹製片：孫巍巍
- 腳本繪製：丁磊、李瑋、汪成果、余文輝、李甯甯、唐絢、安楓
- 協力導演：康瑞基（韓）
- 前期設定指導：葉屹東
- 前期設定：官梀良、李丹、陳卓、邢藝菲、李昊
- 片集導演：金殷柄（韓）、鄔衛東、葉屹東、施偉倫、張建華
- 片集製片：沈玲華
- 助理：蔡俊
- 韓語翻譯：李亨雨、金一湧
- 美術監督：楊曉征
- 美術：馬衛、榮瑛、顧東風
- 特效指導：趙楓、泰奕星
- 構圖：夏剛、王海濤、張鳳軍、王鴻鷹、王宏明、范琦、李俊
- 作畫監督：石華
- 原畫：夏鴻飛、朱曉林、柯向東、吳耀、周文、王新剛、童誠、陶禎、陳雪昇
- 作監：張小芹、鄭健東、張琪、金乙千、張孟明、羅萍
- 品管：楊潔、鐘志敏、鞠蘭芳、王建華、蔡麗萍
- 動檢：李根良、徐臻、李剛、孫凱、尤茜
- 色指定：陸玉蘭
- 動畫：黃偉、施黎平、郭志鴻、陳明、郭俊、沈小群、張駁野、王玥、申明、張宏、胡正華、王兆展、王紅星、徐建華
- 著色：葉荷英、郝曉甯、徐麗娜、馬雪芳、徐惠琴、李美珍
- 色檢：徐曉芳、梁建妹、鮑宇容
- 合成：趙霞、周雲芳、趙敏、劉芳、何冬春、趙華新
- 剪輯：沈敏、童琴芬、李平、餘麗萍、吳曉燕、施冬梅、馬笛、王雲健、陸豔、廖應莉
- 錄音：偉憶數位科技股份有限公司
- 動畫製作：南京鴻鷹動漫娛樂有限公司
- YOYO TV　東森幼幼台　製作
- EBC　東森電視事業股份有限公司　監製　www.ettoday.com

## 主題曲
片頭曲
《YOYO MAN》
詞：愛芙琳、曲：魟魚、編曲：陳飛午、演唱：左光平
片尾曲
《嘩啦啦》
詞：愛芙琳、曲：魟魚、編曲：陳飛午、演唱：蜜蜂姐姐（柯孟欣）、蝴蝶姐姐（簡筑翎）
插曲
《忘掉戰鬥》（第一季）
詞：愛芙琳、曲：魟魚、編曲：項仲為、演唱：蜜蜂姐姐（柯孟欣）、蝴蝶姐姐（簡筑翎）
插曲
《Magic Boxes》（第一季）
詞：愛芙琳、曲：魟魚、編曲：項仲為、演唱：左光平
插曲
《COME ON》（第二季～第四季）
詞：愛芙琳、曲：魟魚、編曲：項仲為
插曲
《I GOT POWER》（第二季～第四季）
詞：愛芙琳、曲：魟魚、編曲：項仲為
插曲
《飛向天空》（第二季～第四季）
詞：草莓姐姐、曲：魟魚、編曲：陳飛午、演唱：草莓姐姐

## 集數列表
| 集數 | 第1季            | 第2季      | 第3季      | 第4季      |
| ---- | ---------------- | ---------- | ---------- | ---------- |
| 1    | 玩具超人誕生     | 變身圓圓鼠 | 男爵大復活 | 頑皮猴     |
| 2    | 生化寵物         | 彈珠青蛙   | 勇氣的考驗 | 分身積木   |
| 3    | 神奇積木         | 颶風鳥     | 黑暗之旅   | 決戰鐵甲王 |
| 4    | 恐龍危機         | 鋼爪貓     | 摩比的陰謀 | 爆破危機   |
| 5    | 魔幻音樂盒       | 催眠眼鏡蛇 | 青春之石   | 誰是大英雄 |
| 6    | 災難玩具車       | 瓢蟲姐妹   | 裘比的秘密 | 神秘電話亭 |
| 7    | 懷念玩具         | 千手蜘蛛   | 酷比酋長夢 | 學校有鬼   |
| 8    | 洗澡玩具         | 冰山美人   | 亞米的王子 | 幸運輪盤   |
| 9    | 仙人掌之愛       | 沙漠怪客   | 真假新娘   | 電玩高手   |
| 10   | 昆蟲連續攻擊事件 | 氣球烏龜   | 魯豆的勇氣 | 玩具戰爭   |
| 11   | 絨毛娃娃         | 異形戰士   | 偷吃的代價 | 最後的魔獸 |
| 12   | 地心大冒險       | 獨眼毛蟲   | 兄弟的報恩 | 狂戰士     |
| 13   | 決戰生死棋盤     | 毒眼毛蟲   | 麵包工廠   | 最大的戰鬥 |

## 外部連結
- YOYO MAN （页面存档备份，存于）
- 認識YOYOMAN （页面存档备份，存于）
- YouTube上的【YOYOMAN】第1-4 季｜每周三17:30更新｜東森優質卡通播放列表

| 東森幼幼台 | 東森幼幼台        | 東森幼幼台 |
| ---------- | ----------------- | ---------- |
|            | Yoyoman (2004年） |            |
| —          | 數碼寶貝          |            |